# Balibo Five

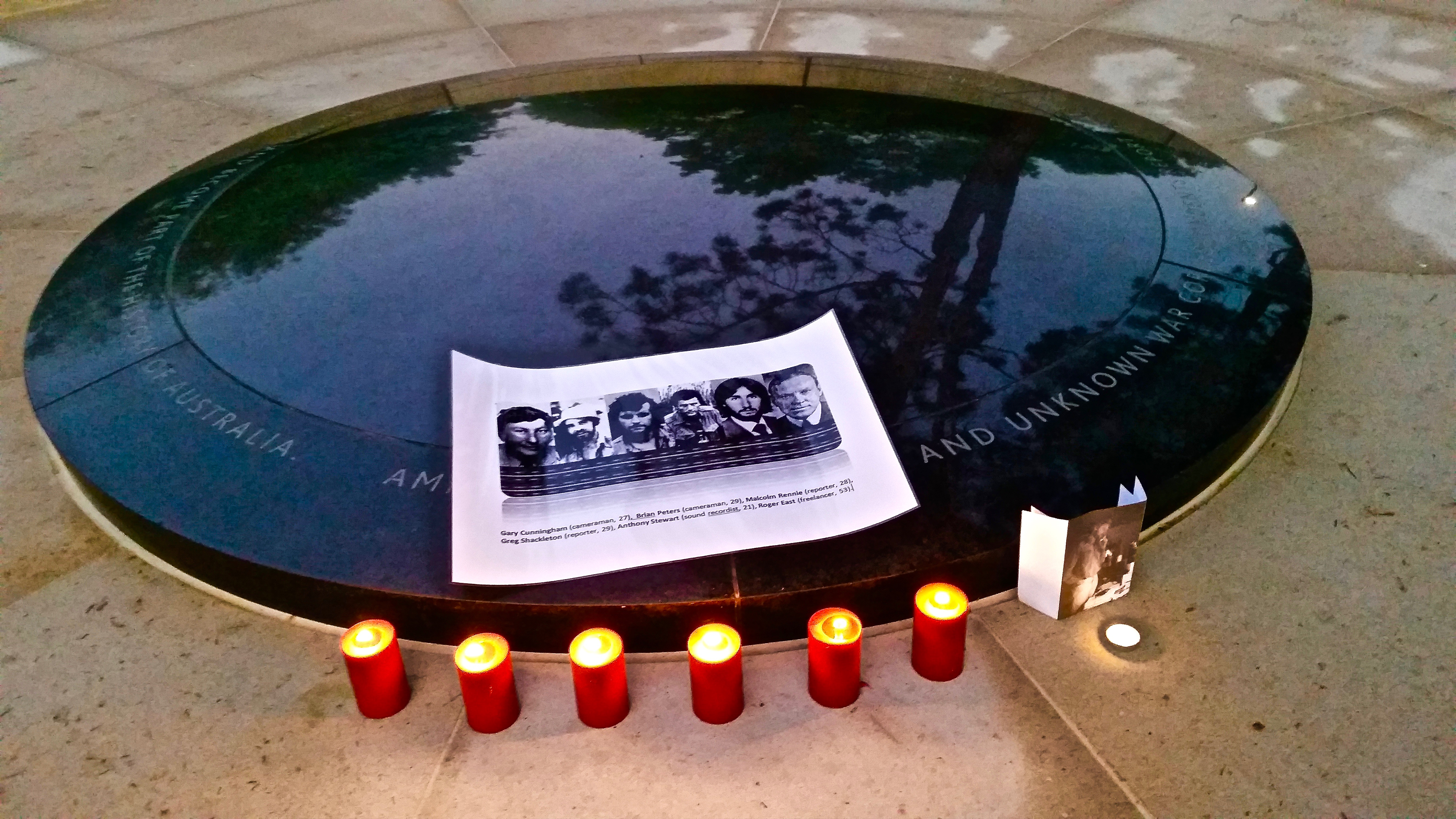
Gedenken zum 40-jährigen Todestag der Balibo Five

In der nahe der Grenze zu Indonesien gelegenen osttimoresischen Kleinstadt Balibo (Balibo Vila) wurden am 16. Oktober 1975 fünf Fernsehjournalisten, die sogenannten Balibo Five, durch indonesische Soldaten ermordet. Am Tag ihres Todes filmten sie, von der alten Festung aus, den Einmarsch indonesischer Streitkräfte. Diese Einfälle Indonesiens in die damalige Kolonie Portugiesisch-Timor dienten zur Vorbereitung der eigentlichen Invasion am 7. Dezember 1975. Sie sollte einen unabhängigen Staat Osttimor verhindern.

## Umstände

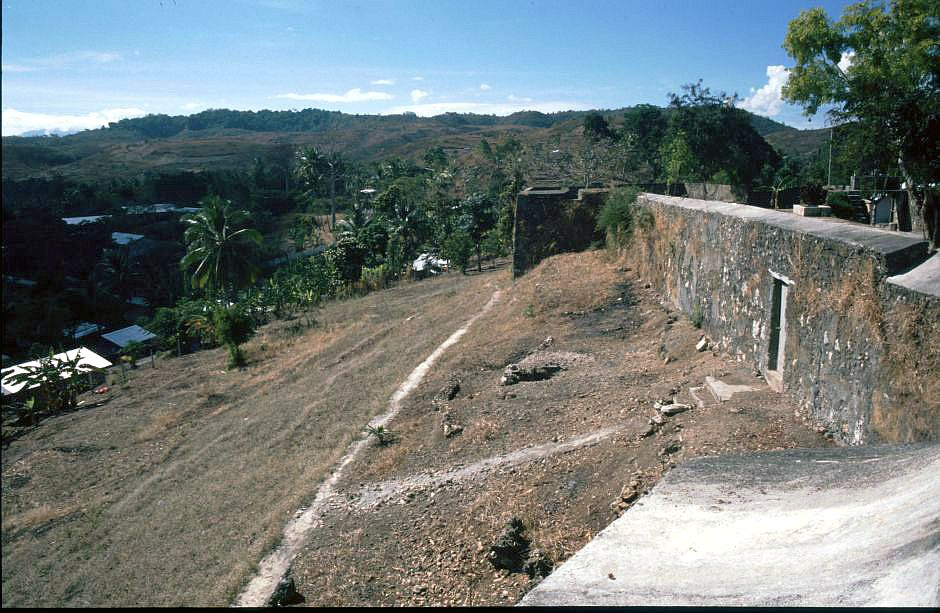
Das Fort von Balibo

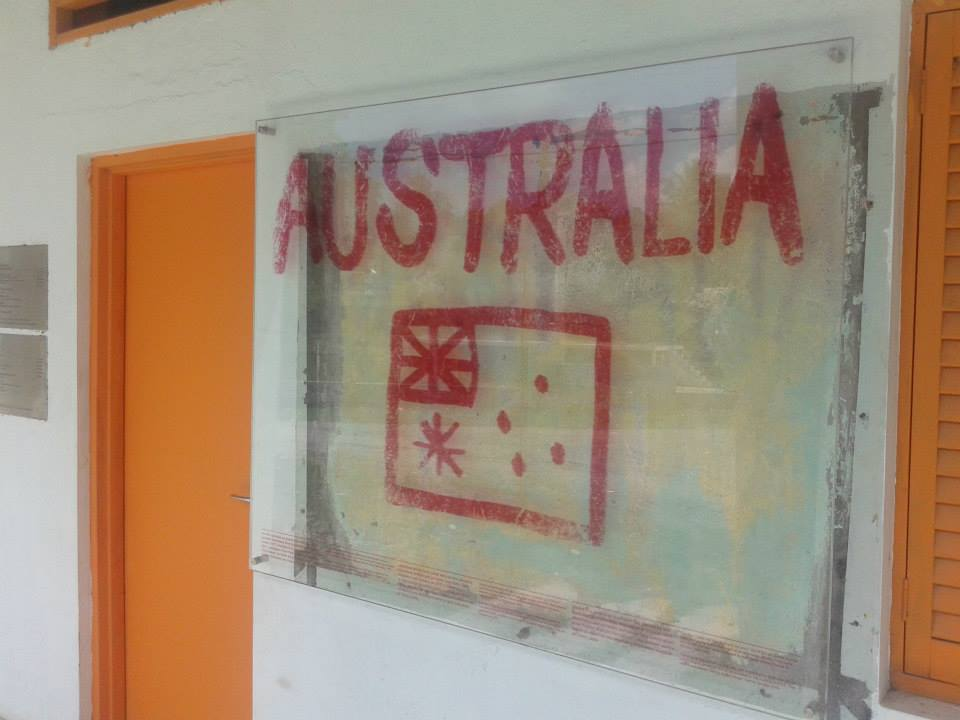
Das Bild der australischen Flagge von Greg Shackleton

Die Balibo Five waren der Neuseeländer Gary Cunningham (Kameramann) und die beiden Australier Greg Shackleton (Reporter) und Tony Stewart (Ton) vom Melbourner Sender HSV-7 (Seven Network) und die Briten Brian Peters und Malcolm Rennie vom Fernsehsender TCN-9 (Nine Network) aus Sydney.
Der damals 16-jährige FRETILIN-Soldat Manuel da Silva berichtete später, dass er mit vier anderen Mann das alte Fort in Balibo halten sollte, als die Indonesier kamen. Brian Peters und Gary Cunningham filmten vom Fort aus die Kriegsschiffe, die Balibo beschossen. Die beiden Kameramänner liefen danach vom Fort wieder hinunter zu den drei anderen Reportern bei einem kleinen chinesischen Laden.
Als der Angriff der indonesischen Spezialtruppen Tim Susi und Bataillone der zweiten Infanteriebrigade bevorstand, drängte der Fretilin-Soldat Rosito Ximenes die Journalisten, sie sollen jetzt fliehen, doch sie glaubten, sie würden als ausländische Journalisten nicht in Gefahr geraten. Filmaufnahmen zeigen, wie Greg Shackleton an die Wand ihres Hauses die australische Flagge und das Wort „AUSTRALIA“ malte.
Weitere, neuere Augenzeugenberichte geben an, die Reporter seien erschossen worden, nachdem sie sich bereits ergeben hatten. Der ehemalige indonesische Informationsminister Mohammad Yunus Yosfiah wird beschuldigt, er habe selbst als Hauptmann der Spezialkräfte den Briten Brian Peters erschossen, wonach Yosfiahs Männer auch die drei Reporter von TCN-9 töteten. Silva sah, wie drei der Reporter von indonesischen Soldaten aus dem Haus gezerrt und auf die Straße gestoßen wurden. Silva konnte nicht erkennen, ob sie verletzt oder schon tot waren. Silva und seine Kameraden flohen dann aus Balibo. Der fünfte Reporter soll sich in einem Badezimmer verbarrikadiert haben und später auf der Flucht durch ein Messer im Rücken getötet worden sein. Yosfiah bestreitet, den Balibo Five je begegnet zu sein. Verantwortlicher Offizier des Angriffs auf Balibo war Oberst Dading Kalbuadi. Yosfiah führte den Angriff.
Das indonesische Militär rechtfertigte die Tötung der Kamerateams damit, dass die Männer Kommunisten und Sympathisanten der FRETILIN gewesen seien. Auch wurde versucht, die Tötung der FRETILIN selbst in die Schuhe zu schieben, beziehungsweise osttimoresischen Milizen, die gegen die FRETILIN kämpften. Diese waren aber am Angriff auf Balibo kaum noch beteiligt. Die meisten Historiker gehen aber davon aus, dass die Reporter getötet wurden, um eine vorzeitige Entdeckung der indonesischen Einfälle zu verhindern. Der australische Reporter Roger East, der das Schicksal der Balibo Five aufklären wollte, wurde im Laufe der offenen Invasion Indonesiens in Osttimor ab dem 7. Dezember 1975 von indonesischen Soldaten gefangen genommen und hingerichtet.
Die sterblichen Überreste der Balibo Five wurden verbrannt und ohne das Einverständnis ihrer Familien in Jakarta begraben. Die Witwe von Greg Shackleton, Shirley, wurde in Australien zu einer ausgesprochenen Unterstützerin für die Unabhängigkeit Osttimors. Andere Verwandte der Opfer wurden so traumatisiert, dass sie sich für viele Jahre nicht mehr mit dem Thema beschäftigten. Erst 1994 engagierte sich Maureen Tolfree, die Schwester von Brian Peters, für Osttimor, als sie von einer Demonstration gegen den Verkauf von BAE-Hawk-Kampfflugzeugen an Indonesien in ihrer Heimatstadt Bristol hörte.
Nach siebenmonatiger Verfahrensvorbereitung durch die CivPol wurden bereits 2001 internationale Haftbefehle wegen Verbrechen gegen die Menschlichkeit gegen Yunus Yosfiah sowie Cristoforus da Silva und Domingos Bere ausgestellt. Die indonesische Regierung weigerte sich jedoch, laut Aussagen von Außenminister Alwi Shihab, Yunus auszuliefern.

## Australische Untersuchungen von 2007

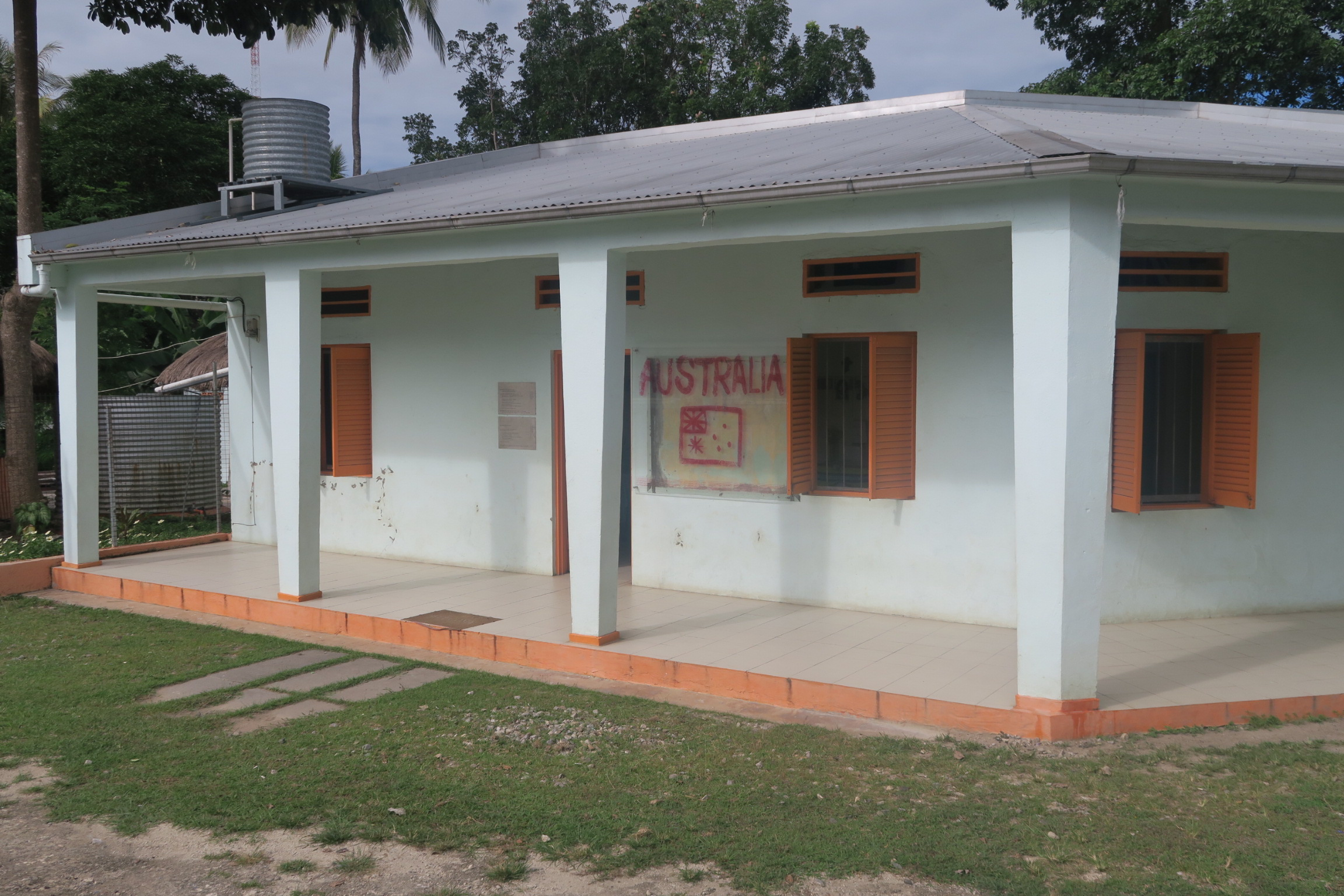
Das Wohnhaus der Journalisten ist heute ein Museum

Ab dem 5. Februar 2007 führte das Untersuchungsgericht von New South Wales erneut Untersuchungen zum Tod von Brian Peters durch. Im Januar zuvor waren Berichte in den Medien aufgetaucht, dass alte Papiere darauf hindeuten würden, dass der damalige Premierminister Australiens Gough Whitlam die Ermordung der Journalisten durch das indonesische Militär befürwortet habe. Whitlam bestritt dies. Weitere Pressemeldungen berichteten von Zeugen, die den indonesischen Militärsprechfunk abgehört hatten, auf dem gemeldet wurde: „Gemäß ihren Anweisungen wurden fünf Journalisten aufgespürt und erschossen.“
Das Gericht kam in seinen Ergebnissen, die am 15. November 2007 vorgelegt wurden, zu dem Schluss, dass die Balibo Five hingerichtet wurden. Zeugenbefragungen und die Einsicht von Geheimdokumenten würden zu dem Ergebnis führen. Ein Mitglied des Untersuchungsteams forderte, dass Mohammed Yunus Yosfiah und Christoforus da Silva angeklagt werden sollten. Ersterer habe die Hinrichtung von mindestens drei Reportern angeordnet, Silva habe den fünften Journalisten erstochen.
Nach Aussage eines Sprechers des indonesischen Außenministeriums Anfang März 2007 ist der Fall abgeschlossen. Die Regierung in Jakarta geht davon aus, dass die fünf in einem Kreuzfeuer getötet wurden. Dies wurde im November 2007 nach Bekanntgabe der Untersuchungsergebnisse nochmals bestätigt. Der Sprecher des Außenministeriums sagte: „Sie (die Untersuchungsergebnisse) ändern  die Haltung Indonesiens nicht, dass für uns der Fall abgeschlossen ist und wir bleiben weiterhin bei dem Standpunkt, dass sie (die Balibo Five) durch das damalige Kreuzfeuer der Konfliktparteien getötet wurden. Egal, was die Empfehlung des Untersuchungsgerichts ist, es wird Indonesiens Position in dieser Sache nicht ändern.“

## Gedenken

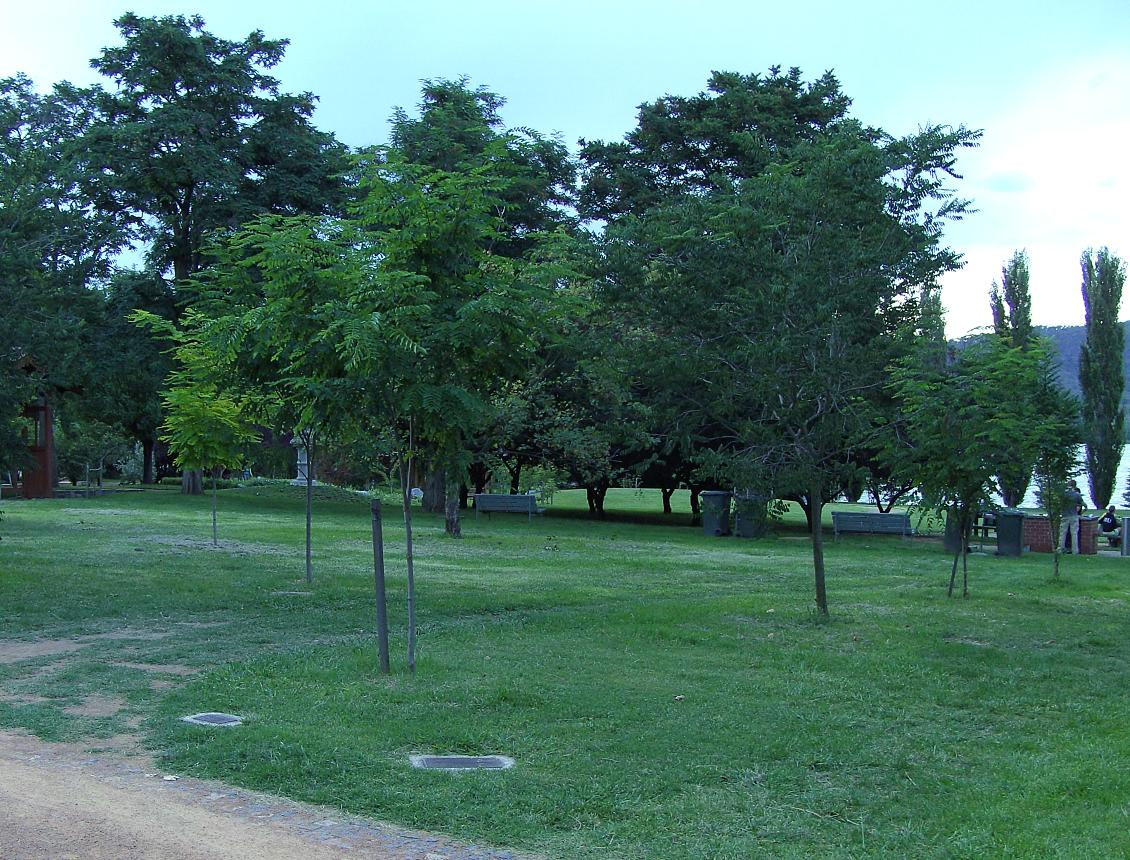
Gedenkhain des P.E.N.Clubs in Canberra

Das so genannte „Australian Flag house“ (auch „Balibohaus“), an das die Reporter die Flagge Australiens gemalt hatten, wurde mit Mitteln des australischen Bundesstaates Victoria renoviert und zu einem Gemeindezentrum mit Kinderhort, Bücherei und Berufsausbildungszentrum ausgebaut, das 2003 eröffnet wurde. Eine Tafel am Haus erinnert an die Balibo Five.
Die Vorführung des australischen Films „Balibo“ von 2009 über die Balibo Five wurde, nur wenige Minuten bevor er in Indonesien Premiere haben sollte, von den indonesischen Behörden verboten.
Der P.E.N.Club in Canberra pflanzte zu Gedenken der Toten mehrere Bäume zur Erinnerung.
2014 wurde Greg Shackleton posthum der Colar des Ordem de Timor-Leste verliehen. Gary Cunningham erhielt 2015 die Medal des Ordem de Timor-Leste. Für Brian Peters gab es 2016 ebenfalls die Medal des Ordem de Timor-Leste.
Seit 2016 wird in Osttimor von der Associação de Jornalistas de Timor-Leste (AJTL) der Balibo Five Award an Journalisten verliehen. Der Presserat Osttimors verlieh den Balibo Five posthum am 23. November 2017 den Titel „Jornalista de Mérito“ (deutsch Verdienter Journalist).

## Belege
- Sunday report on Balibo memorial Nine Network Australia (Memento vom 3. Dezember 2005 im Internet Archive)
- BBC Radio 4 Death in East Timor - Interview with Maureen Tolfree
- 'Lest we forget' cartoon by 'Jeff' from 1976
- CNN 2002 - Australia still haunted by Balibo Five murders
- ETAN 2005 - Aktueller Stand der Untersuchungen
- AsiaMedia, 7. Februar 2007, EAST TIMOR: Newsman shot after surrendering, says Balibo witness
- Sydney Morning Herald, 10. Februar 2007, Newsmen ran down to their deaths
- „Chapter 7.2 Unlawful Killings and Enforced Disappearances“ (PDF; 2,3 MB) aus dem „Chega!“-Report der CAVR (englisch)